# باول وليامز (فيلسوف)
باول وليامز (بالإنجليزية: Paul Williams)‏ هو فيلسوف بريطاني، ولد في 19 سبتمبر 1950.